# Questão de Grossos

Localização de Grossos, no Rio Grande do Norte.

A questão de Grossos foi uma disputa territorial entre os governos dos estados do Rio Grande do Norte e do Ceará com relação a uma porção de terra que se estendia da atual fronteira do estado do Ceará até a cidade de Grossos, no Rio Grande do Norte.
O Ceará, que produzia carne de sol, precisava do sal do Rio Grande do Norte para poder fabricar a sua carne. Então, em 1901, a Assembléia Estadual do Ceará elevou Grossos à condição de vila, incluindo-a em seu território, além de uma vasta área do Rio Grande do Norte. O então governador do RN, Alberto Maranhão, protestou e pretendia levar um conflito armado entre os dois estados. A questão foi parar na justiça. Em primeira instância, o Ceará conseguiu vencer a causa. Pedro de Albuquerque Maranhão, ex-governador, então, chamou Ruy Barbosa e Augusto Tavares de Lyra para defenderem a causa potiguar. Assim, em 1920, através de três acórdãos, a justiça deu ganho de causa ao Rio Grande do Norte, encerrando a questão.